# Saint-Avé
 Saint-Avé  (en bretón Sant-Teve) es una población y comuna francesa, situada en la región de Bretaña, departamento de Morbihan, en el distrito de Vannes y cantón de Vannes-Est.

## Demografía
| 3234 | 4339 | 5628 | 6618 | 6929 | 8303 | 11 912 |
| Para los censos de 1962 a 1999 la población legal corresponde a la población sin duplicidades (Fuente: INSEE [Consultar]) |      |      |      |      |      |        |